# Euphemia van Pommeren
Euphemia van Pommeren (circa 1285 - 26 juli 1330) was van 1320 tot 1326 koningin-gemalin van Denemarken. Ze behoorde tot het huis Pommeren.

## Levensloop
Euphemia was de dochter van hertog Bogislaw IV van Pommeren en diens tweede echtgenote Margaretha, dochter van vorst Wizlaw II van Rügen.
In 1300 huwde Euphemia met Christoffel II van Denemarken, die van 1320 tot 1326 en van 1330 tot 1332 koning van Denemarken was. Het huwelijk was vermoedelijk politiek gearrangeerd om Christoffel te voorzien van de politieke steun van de dynastieën van haar beide ouders.
Over het leven van Euphemia is zo goed als niets geweten. In juli 1330 stierf ze, waarna ze bijgezet werd in de abdij van Sorø.

## Nakomelingen
Uit het huwelijk van Euphemia en Christoffel II zijn zes kinderen bekend:
- Margaretha (1305-1340), huwde in 1324 met hertog Lodewijk V van Beieren
- Erik (1307-1331), medekoning van Denemarken
- Otto (1310-1347), hertog van Lolland en Estland
- Agnes (overleden in 1312), jong gestorven
- Hedwig (1315), jong gestorven
- Waldemar IV (1320-1375), koning van Denemarken